# Vathi

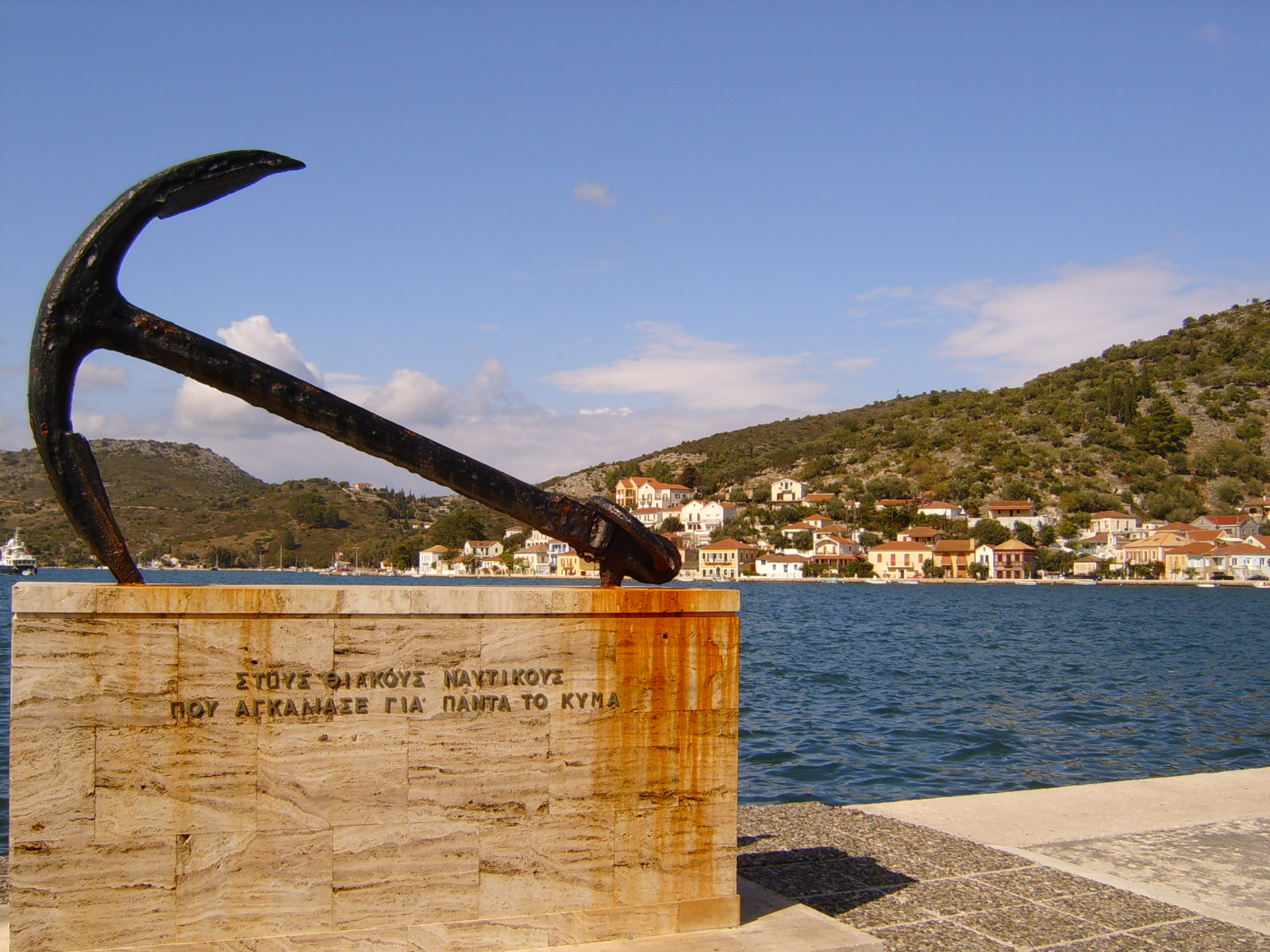
Vista de Vathi

Vathi, Bathi ou Vathy (em grego: Βαθύ) é uma cidade da Grécia, capital da ilha de Ítaca (parte da prefeitura de Cefalônia, na periferia das Ilhas Jônicas). Ela possui um dos maiores portos naturais do mundo. O lazareto e sua pequena igreja formam uma pitoresca paisagem, junto às casas, reconstruídas após o terramoto de 1953. Existe na localidade um pequeno castelo veneziano.
Na cidade existe um museu arqueológico, uma catedral e uma biblioteca teatral.